# Castil de Griegos
Castil de Griegos es un antiguo asentamiento celtibérico situado en las cercanías de Checa, provincia de Guadalajara, España.

## Emplazamiento

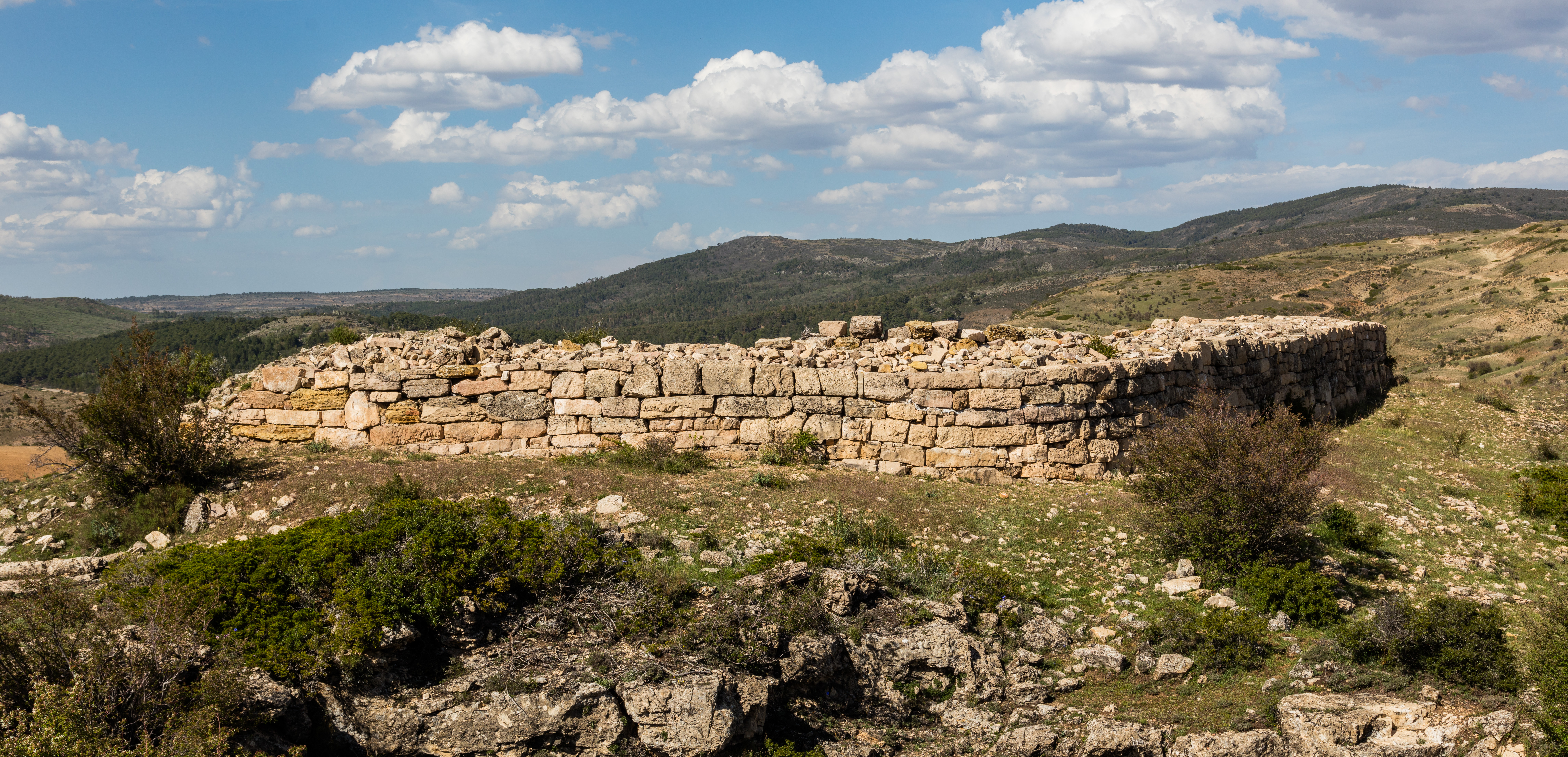
Detalle de la muralla.

Se encuentra situado en una cima sobre el valle del arroyo de la Pedrera, entre la serranía de Cuenca y la sierra de Albarracín, en el parque natural del Alto Tajo. El emplazamiento se encuentra a 1474 m sobre el nivel del mar.

## Características

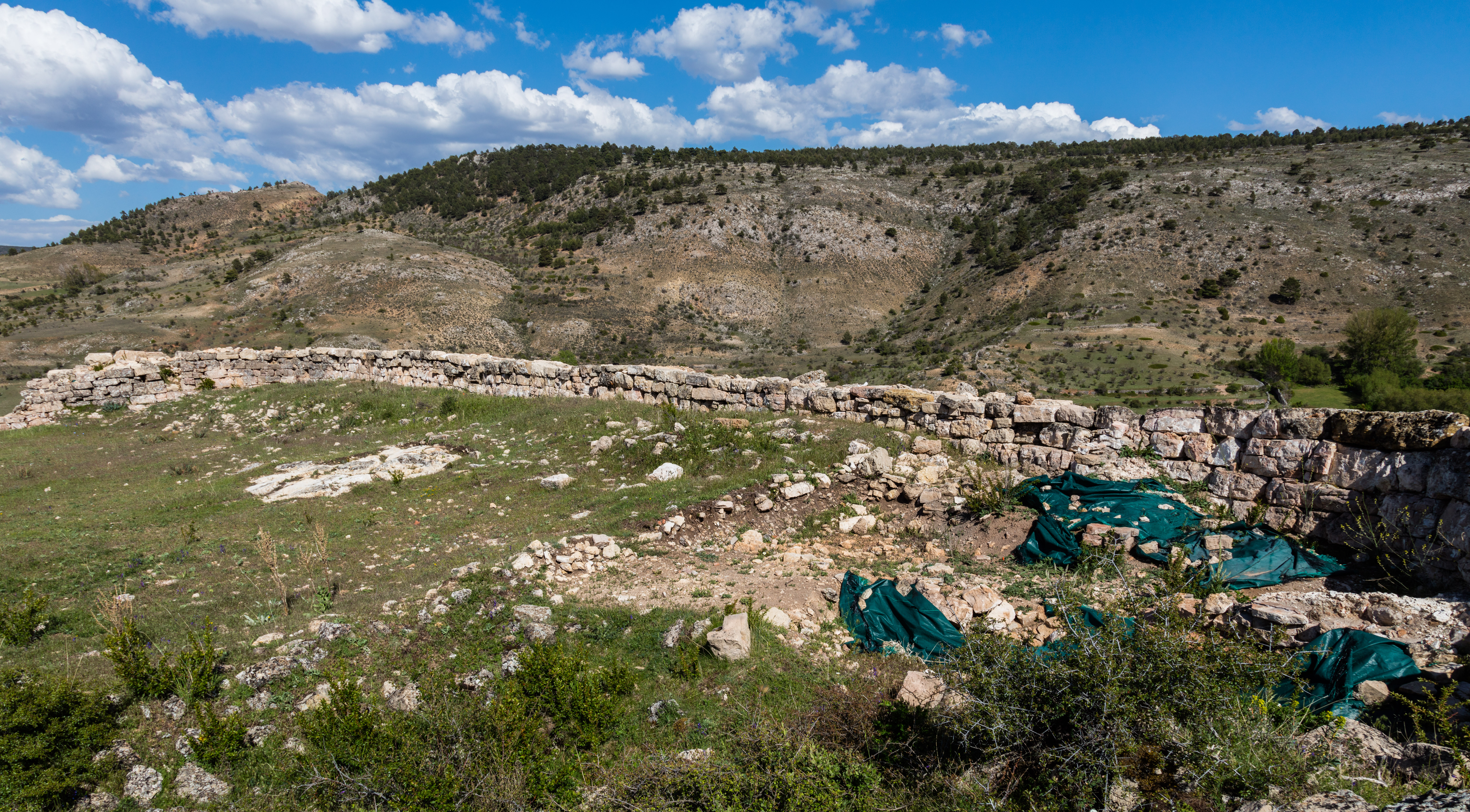
Vista del interior.

El castillo, de forma rectangular, tiene una superficie de 680 m², con 44 m de longitud y 13 m de ancho. Está amurallado solo por tres lados, el cuarto está protegido por un cortado natural. Frente a los tres lados amurallados se encuentra un foso de 4,5 m de anchura y 4 m de profundidad, a una distancia de la muralla de entre 9 y 10 metros.
La muralla cuenta con 82 m de perímetro y 2,6 m de ancho. Está compuesta de grandes sillares de piedra caliza con algunas bases sin escuadrar. Se estima que en el interior había unas once casas de unos 40 m² y un espacio central de unos 200 m².

## Estado
Se encuentra aún en estado de excavación, consolidación, así como rehabilitación de las estructuras defensivas por lo que aún no está apto para su visita por el público.
El yacimiento lo estudio por primera vez Jesús A. Arenas, que también publicó dos trabajos (1987-88/1999).